# Francisco I. Madero (Cintalapa)
Francisco I. Madero es una localidad del estado mexicano de Chiapas. Es parte del municipio de Cintalapa.

## Toponimia
El nombre de la localidad rinde homenaje a Francisco I. Madero, presidente de México de 1911 a 1913.

## Demografía
| Gráfica de evolución demográfica |
|                                  |

| Censo | Población |
| ----- | --------- |
| 1930  | 85        |
| 1940  | 470       |
| 1950  | 771       |
| 1960  | 954       |
| 1970  | 898       |
| 1980  | 1 229     |
| 1990  | 1 545     |
| 2000  | 1 435     |
| 2010  | 1 444     |
| 2020  | 1 867     |